# Абар
Абар — колишнє село Троїцько-Печорського району Республіки Комі Росії. Розташоване на лівому березі річки Північна Милва. Село назване по струмку Абаршор, який протікає біля села і впадає в Північну Милву. Виникле в XIX ст.
Абар з комі мови перекладається як мережа з великими осередками для лову карасів.
Чисельність населення — 507 осіб (1970).
У 1974 році ввійшло до складу Троїцько-Печорського.